# Кальцеологія
Кальцеологія (від лат. calcei «капці» і -λογία , -logiā,  «-логія») — це вивчення взуття, особливо історичного взуття, чи то в рамках археології, чи то історії взуттєвої моди, чи інше. Вона досі офіційно не визнана як галузь досліджень. Кальцеологія поєднує вивчення, реєстрацію, дослідження та консервацію фрагментів шкіряного взуття. Більш широке визначення включає загальне вивчення стародавнього взуття, його соціальну та культурну історію, технічні аспекти доіндустріального шевства та пов’язаних з ним шкіряних ремесел, а також реконструкцію археологічного взуття.

## Історія кальцеології
Серед ранніх досліджень взуття з європейських археологічних розкопок чільне місце займає взуття римського періоду, а відтак знахідки з середньовіччя. Науково обґрунтовані дослідження спочатку були застосовані до знахідок римського періоду, а згодом і до доісторичного та примітивного взуття. З розвитком системи нотації Ґубіца технічні аспекти вилучених фрагментів взуття могли бути чітко класифіковані, що дозволило дослідникам створити цілісну наукову базу для документації та правильної інтерпретації шкіряних артефактів. Інтерес до історії стародавньої взуттєвої моди починається в 17 столітті. Інтерпретація історичних соціокультурних атрибутів показує важливість взуття в археологічному контексті  . Посібник для кальцеологічних досліджень охоплює хронологічний проміжок від європейської передісторії (неоліт, бронза та залізна епоха), римського періоду, середньовіччя і до 19 ст. . Кальцеологічні дослідження за межами Європи включають східне узбережжя та затоки Північної Америки для пам’яток після 1600 року та північноафриканські місця для єгипетського, римського та коптського періодів.

## Методи

### Збереження
Археологічні шкіряні артефакти зберігаються в стабільних середовищах, - або у постійно вологих, сухих або замерзлих місцях. Торф’яні болота також зберігають шкіряні та шкірні артефакти, але шляхом повторного дублення. Заболочені археологічні пам’ятки забезпечують необхідні умови для збереження шкіри рослинного дублення. Як органічний матеріал, заболочена археологічна шкіра потребує стабілізації за допомогою відповідного методу консервації. Сухі умови можна знайти в пустелях і на великих висотах, а також у стінах середньовічних і пізніших будівель, де шкіряне взуття було приховано з марновірних причин. Крижані поля, тундра та льодовики іноді можуть зберігати стародавні шкіряні артефакти через постійне заморожування. 

## Експертиза археологічних знахідок взуття
Затоплені знахідки, як правило, складаються з розсипчастих компонентів, оскільки нитки, які використовуються для зшивання предметів, не витримують вологого поховання . Система відстеження повинна використовуватися для утримання розсипаних компонентів у порядку під час процесів аналізу та консервації. Для вологої археологічної шкіри першим кроком є обережне очищення у воді за допомогою маленької м’якої щітки . Консервацію бажано виконувати після етапу документації. Документація складається з замальовок і письмових нотаток, фотофіксація менш корисна, оскільки чорнувата шкіра погано показує дрібні деталі. Першим кроком для реєстрації нотації Ґубіца є точне обрисовування контуру фрагмента, зазвичай розташованого зернистою стороною вниз, м’якоттю вгору. Потім у відповідному місці всередині контуру малюються символи, що вказують тип стібків і швів.  Підошовні конструкції (спосіб, яким верхні частини взуття кріпляться до підошви),  спосіб кріплення і поєднання компонентів одного предмета взуття, а також типу тваринного матеріалу , товщини шкіри, зморшки і складки слід зазначати при описі. За наявності також слід записати тип декору та використану техніку.
Більшість знайдених в археологічних розкопах шкіряних артефактів є частинами взуття та можуть поєднуватися з дерев'яними, волокнистими або металевими деталями. Для встановлення типології для певної групи знахідок використовуються такі технічні деталі, як техніка виготовлення взуття, спосіб застібання та модні елементи. Тип взуття вказує на такі види взуття, як чоботи, черевики, ґамаші, тощо. Стиль взуття – це послідовне поєднання способу кріплення, висоти, моди та елементів декору на значній кількості відновленого взуття. Номенклатура стилів, заснована на назві місця знахідки, була частково встановлена для знахідок римського періоду. Через зміни в моді та той факт, що взуття має обмежений час вжитку через сходжування, взуття є хронологічно чутливим матеріалом розкопок і являє собою потенційно точне хронологічне джерело для археології. Контекст пошуку, стратиграфічне розміщення та інші методи датування сприяють встановленню конкретної хронології. Подальше дослідження порівняльних паралельних прикладів серед існуючих археологічних архівів (збірок, публікацій, звітів) допомагає визначити відносну хронологію видів і стилів взуття.